# Сепарация от родителей
Сепарация от родителей в психологии — процесс трансформации отношений с родителями в сторону большего равенства, паритетности отношений родителей и взрослеющих детей. Процесс приводит к перестройке функционирования всей системы родительской семьи и обусловливает достижение личностной автономии юношами/девушками в когнитивной, аффективной и поведенческой сферах. Процесс включает в себя изменение самосознания юношей/девушек, которое отражается в изменении образа Я, развитии осознания себя как отдельного уникального индивида, отличного от интериоризованных образов родителей, изменении образов родителей в направлении их реалистичности. Сепарация от родителей закладывает основы для гармоничных отношений с семьей, партнёром и собственными детьми.

## Этапы сепарации
Процесс сепарации происходит на протяжении всей жизни человека, но может иметь свои особенности в зависимости от конкретных возрастных задач:
Новорождённость и младенчество — период от рождения до трёх месяцев рассматривается как период постоянного нахождения с матерью. В этом возрасте ребёнок не способен отделять себя от родителей, а тем более как отдельную личность. По мнению А. Фрейд, важным фактором сепарации на этом этапе является формирование «первичных отношений с матерью по опорному типу», эмоционально окрашенная энергетическая наполненность материнского образа. К концу младенческого возраста, начинается переходные момент, кризис первого года жизни, Как указывает Л. С. Выготский, происходит разделение предметной и социальной среды, что приводит к субъективации желаний. Постепенно начинают проявляться желания самого ребёнка, разрушается прежняя парадигма «пра мы».
Раннее детство. Через предметное освоение, приобретение навыков использования предметов ребёнок продолжает решать сепарационные задачи, настаивая на своём праве действовать с предметами так, как хочется ему. Ребёнок постигает мир предметов, в котором он всё ещё зависит от родителей, но уже экспериментирует со свободой. Ребёнок вычленяет свои желания, пытается воздействовать на взрослого через аффекты. Ранний возраст завершается кризисом «Я сам!» — рождением субъекта как автономной личности с самостоятельными намерениями, целями и желаниями, воплощенными в системе Я и личном действии. В основе лежит достижение ребёнком нового уровня автономии и самостоятельности.
Дошкольное детство. Социальная ситуация развития — распад прежней тесно совместной деятельности «Ребёнок-Взрослый». Происходит расширение круга общения — общение со сверстниками. Ребёнок в полной мере стремится реализовать потребность в самостоятельности, автономии, общаясь со сверстниками. Как отмечает Е. О. Смирнова, ребёнок спорит с другими детьми, навязывает свою волю, успокаивает, требует, приказывает, обманывает, жалеет, ведёт себя естественно и раскованно. Начинается тот период, когда ребёнок начинает во время взаимодействия со сверстниками учиться важным жизненным вещам: делиться, находить компромиссы, проявлять некоторую инициативу, даже конкурировать и соперничать со своими сверстниками.
Младший школьный возраст. Границы жизненного пространства начинают включать отношения с социальным взрослым как представителем взрослого. Возникают два типа отношения «Ребёнок-близкий взрослый» и «Ребёнок-социальный взрослый». Социальный взрослый выполняют функцию социальной оценки поступков ребёнка. Сверстник стал важным партнёром в игре и партнёр по учебному сотрудничеству. Складываются отношения дружбы. Важными качествами становятся успешность, доброжелательность и успеваемость. Всё это приглушает процессы сепарации в данный период. Однако на начальном этапе младшего школьного возраста кризис семи лет в полной мере представлен как кризис взросления. Как отмечает Л. С. Выготский, желание быть взрослым и соответственно восприниматься сказывается на появлении в поведении ребёнка гримасничания, манерности, нарочитой взрослости.
Подростковый кризис (12-13 лет). К этому возрасту подросток уже начинает чувствовать свою компетентность в некоторых сферах и готов всё это применять в отношениях с другими. Начинается активное отделение подростка от родителя, он начинает искать себя. Подросток начинает противопоставлять себя другим взрослым, авторитет которых при рассуждении относительно своего опыта начинает снижаться. Перед подростком встают две позиции, которые он пытается для себя решить. С одной стороны, он желает признания себя взрослыми как отдельной, самостоятельной личности, желает, чтобы к нему относились как ко взрослому, но, с другой стороны, он продолжает противопоставлять себя миру взрослых.
Подростковый возраст (14-17 лет). Процессы сепарации снова разворачиваются в социальной среде, через сверстников. Это новый этап социализации, в процессе которого подросток обретает опыт автономного взаимодействия. Ключевой задачей подросткового возраста является задача самоопределения, «кем я стану». Человек начинает видеть своё настоящее с точки зрения будущего, которое становится основным ориентиром развития. Причём будущее проектируется самим субъектом развития. Его позиция может разделяться на две стороны — он хочет быть в компании сверстников, находить с ними общий язык, иметь какие-то общие черты, но с другой, подросток желает быть не таким как все, уникальным и выражать свою индивидуальность. По итогу, две эти стороны стараются плавно сливаться воедино — умение быть уникальным и находить своё место среди общества, находить с ним что-то общее. 
Юношеский (студенческий) возраст (18-25 лет). На начальном этапе этого возраста сепарационная активность снижается, так как в этот период требуется активная поддержка родителей, их любовь и забота. Окончание школы, поступление в высшие учебные заведения является трудным моментом, ведь требуется адаптация к новым условиям, возрастают требования окружающего мира быть взрослым, самостоятельным, уметь решать трудности.
К 23-25 годам сепарационная активность вновь значительно повышается. Это период, когда человек принимает окончательное решение отделиться от родителей, быть полностью автономным, строить свою жизнь, семью. Получение знаний в сфере будущей профессии, приобретение собственного опыта — всё это способствует возникновению желания поступать по-своему, не опираясь больше на родительский опыт. При этом важна и родительская готовность «отпустить» взрослеющего ребёнка в самостоятельную жизнь.

## Типы сепараций
Психолог Дж. Хоффман выделял четыре типа сепарации, через которые должен пройти человек к окончательной зрелости
1. Эмоциональная сепарация. Первостепенная задача подростка — научиться отделять собственные представления о себе от родительских оценок, перестать следовать за одобрением взрослых, действовать независимо от них. Пока ребёнок боится неодобрения или гнева родителя, он в эмоциональной ловушке.
2. Функциональная сепарация. Включает в себя способность к приучению ребёнка уметь за себя постоять и решать самостоятельно какие-то базовые проблемы, которые человек должен уметь решать самостоятельно, как во время проживания с родителями, так и в самостоятельной жизнь. Это может быть простая способность удовлетворять свои базовые потребности, например, в приготовлении еды.
3. Аттитюдная сепарация. Следующий этап — выработка собственных убеждений, оценок и взглядов на жизнь. Позволение себе перестать оценивать себя и все окружающее родительскими оценками, рассуждать в родительских категориях. Суждения и жизненные принципы могут и должны отличаться от родительских.
4. Конфликтная сепарация. Последний этап — способность жить своей жизнью, принимать решения самостоятельно, идти своим путём и не чувствовать себя за это виноватым. Нужно уметь отстаивать свое мнение, уметь выбирать свою жизнь и свои желания, вне зависимости от того, что родители могут быть напрочь против и что-то запрещать. Иногда выбор желаний родителей для того, чтобы им угодить, не обидеть их, может сделать жизнь несчастной. Однако это не говорит о том, что родителей вообще никогда не нужно слушать.

## Проблема сепарации
Сепарация от родителей не происходит одномоментно; этот процесс развернут во времени, включает в себя определённые возрастные этапы, на каждом из которых решаются специфические задачи взросления. Наблюдается определённое чередование периодов высокой сепарационной активности — кризис трёх лет, подростковый кризис, кризис перехода к ранней взрослости — и периодов низкой сепарационной активности. Обозначенные ярко выраженные кризисы в полной мере являются кризисами взросления, или сепарационными кризисами. Разрешение сепарационных противоречий (сближение — отдаление, движение «к» и «от»), интеграция разнонаправленных движений на каждом возрастном этапе способствуют своевременному взрослению, формированию личностной автономии, способности к сепарации в отношениях с другими, успешной социализации. Представленная модель позволяет определить специфические задачи сепарации на каждом этапе, составить концептуальное обоснование «трудных» периодов развития с точки зрения сепарационной активности, продумать ряд психолого-педагогических условий для решения сепарационных задач как в родительской семье, так и в общественных институтах.
О. П. Макушиной проводились исследования, направленные на выяснение причин психологической зависимости подростков от родителей. По мнению автора, психологическая зависимость бывает двух основных форм — сама зависимость и негативность. Обе формы зависимости у подростков основаны на фрустрированной потребности в самореализации. Отличия аддикции от негативизма определяют разные способы компенсации этой потребности: покорность, уход, подчинение у зависимых подростков и протест, упрямство, бунт у негативистичных подростков.
В академической литературе описаны возможные мотивы родительского сопротивления разлуке: стремление сохранить родительский авторитет и чувство собственной важности, активность; склонность к реализации своих несбывшихся мечтаний и амбиций через ребёнка; потребность в стабильности, сохранении привычного сценария своей жизни; необходимость сохранения ребёнка как стабилизатора семьи; маскировка собственных экзистенциальных страхов (одиночество, смерть); в семьях с одним родителем сохранение ребёнка для родителя-одиночки может создать ощущение семьи.
Вышеизложенные идеи находят подтверждение в работах российских учёных, в рамках культурно-исторического подхода научной школы Л. С. Выготского: «помимо ведущей роли взрослого в развитии ребёнка, многие авторы подчеркивают значение начальной деятельности и самого ребёнка. Развитие личностной зрелости и самостоятельности авторы связывают с понятием самостоятельности».
Однако остается открытым вопрос о главенствующей роли влияния на сепарацию семейной системы или личностно-характерологических особенностей подростков. С точки зрения успешности процесса сепарации интересны сочетания разной готовности родителей отпустить взрослеющего ребёнка с многообразием личностных характеристик подростка. Всё это говорит об уникальности каждой семейной системы и социальной ситуации, в которой происходит процесс сепарации, а, значит об огромном многообразии возможных вариантов реализации психологической сепарации.

## Нарушения сепарации
Ребёнок в естественном процессе развития «сепарируется» — постепенно освобождается от тесной зависимости от матери, начинает вести себя все более самостоятельно, отдаляется от нее и на более длительное время, вступает во все более разнообразные общественные области. Данная постепенная сепарация представляет очевидное условие его социального созревания, его самореализации и, наконец, его психического здоровья. Что делает, однако, социальную сепарацию опасной и патогенной, так это несоразмерность по времени, или лучше сказать, несоразмерность развития — преждевременность. Если ребёнок школьного возраста временно разлучен с семьей, то это может укрепить его развитие к самостоятельности в положительном смысле. Опасно, однако, если сепарация происходит во время, когда ребёнок находится еще в сильной зависимости от матери или от кого бы то ни было другого, и если сепарационная активность исходит не из него, а из жизненных обстоятельств, лежащих вне границ его понимания — если ребёнок данной ситуацией внутренне «застигнут врасплох», причем по своему развитию он к ней неподготовлен.
У ребёнка создается специфическая связь не только с матерью, но весьма быстро и с остальными членами семьи и со всеми, кто с ним каким-либо образом имеет дело У него образуется, однако, и определенное особое отношение к домашней среде, к атмосфере, которая здесь имеет место, к определенным предметам, игрушкам и т. п., так что всякая сепарация представляет комплексную, сложную психологическую ситуацию.
Во внимание следует принимать, однако, еще целый ряд других обстоятельств. Сепарация может быть внезапной и постепенной, полной и частичной, короткой или длительной. Она может иметь также более или менее травмирующее действие и приводить в большей или меньшей мере в действие механизмы фрустрации, посредством которых ребёнок справляется с ситуацией, где его потребность эмоционального контакта с лицами, составляющими его социальную среду, не может быть удовлетворена из-за непреодолимого препятствия, которое в данном случае представляет физическая разлука.
Так как речь идет о нарушении «взаимного» контакта, то сепарация оказывает влияние не только на самого ребёнка. Также мать и отец переживают фрустрацию своей потребности быть с ребёнком, помогать ему, защищать его и т. п. С их стороны также следует предполагать наличие сепарационной тревожности, которая их сопровождает в их жизненных ситуациях, где они находятся без ребёнка (работа, учеба, отъезд за границу, интернирование, госпитализация и т. п.). Поведение ребёнка при сепарации воздействует на позиции, занимаемые матерью и отцом, а также на их поведение, а их поведение, наоборот, будет непременно отражаться в способе, каким сепарацию переживает ребёнок и как он на нее реагирует.